# Leroy Jethro Gibbs
L'agente speciale Leroy Jethro Gibbs è un personaggio della serie televisiva NCIS - Unità anticrimine, interpretato da Mark Harmon. È stato a capo della squadra Major Case Response del servizio investigativo della Marina protagonista della serie e ha fatto parte del cast principale dall'episodio pilota fino alla diciannovesima stagione. Nel 19x04 dopo una missione in Alaska, decide di rimanere lì. Non è ancora sicuro di cosa stia cercando, ma l'Alaska gli ha portato un senso di pace che non provava da quando Shannon e Kelly sono morte.

## Sviluppo del personaggio
Durante la scelta del cast per NCIS il creatore della serie Donald P. Bellisario inizialmente non pensò che Mark Harmon fosse la scelta giusta per rappresentare Gibbs, un uomo "inflessibile, con un forte senso dell'onore e rispetto per i militari", ma cambiò idea dopo aver visto un video di Harmon nella serie West Wing - Tutti gli uomini del Presidente, nella quale impersonava un agente dei servizi segreti. Bellisario spiegò che, mentre guardava quel video, ad un trattò esclamò "O mio Dio, è Gibbs" e che rispetto ad altri lavori precedenti "Harmon era maturato e appariva di bell'aspetto in un modo completamente diverso rispetto a quando era un ragazzo".
Mark Harmon ha detto di essere stato attratto dai difetti del personaggio di Gibbs, un uomo "con un pessimo gusto in fatto di donne e una dipendenza dal caffè", e di fare il possibile affinché l'agente fosse visto come un uomo reale e non come un supereroe. L'esperienza di Harmon come carpentiere, lavoro che ha fatto prima di diventare famoso come attore, ha ispirato l'hobby di Gibbs di lavorare il legno e costruire delle barche nel seminterrato di casa.
Nelle prime stagioni Bellisario lasciò un certo alone di mistero intorno al personaggio, dandogli poche righe di dialogo e rendendolo restio a parlare della propria vita privata. Solo alla fine della terza stagione ad esempio si scopre come la prima moglie e la figlia di Gibbs fossero state assassinate anni prima.
Durante alcuni flashback nel corso della serie la versione più giovane di Gibbs è stata interpretata da Sean Harmon, il figlio maggiore di Mark Harmon.

## Background
Gibbs è piuttosto restio a parlare della sua vita privata. Nel corso della serie si scopre che è nato il 21 novembre 1954 a Stillwater, un piccolo paese della Pennsylvania, dove suo padre Jackson continuò ad abitare dopo la partenza di Leroy Jethro gestendo l'emporio cittadino.
Venne chiamato Leroy Jethro in onore di Leroy Jethro "LJ" Moore, un caro amico del padre. Veterano della seconda guerra mondiale, fu proprio LJ Moore a far decidere a Gibbs di lasciare Stillwater e arruolarsi nei Marines quando compì 18 anni nel 1972, lasciando definitivamente il paesino nel 1976.
Nei Marines Gibbs ha fatto parte della polizia militare di Camp Lejeune prima di diventare un tiratore scelto. Ha prestato servizio a Panama e durante la Guerra del Golfo. Alla fine della terza stagione si scopre che la prima moglie di Gibbs, Shannon, e la loro figlia Kelly sono state assassinate nel 1991, mentre Gibbs era all'estero impegnato nella Guerra del Golfo e la loro morte segnerà profondamente Leroy Jethro, spingendolo ad entrare all NCIS. Non molto tempo dopo essere tornato dall'Iraq è stato congedato con onore dal Corpo dei Marines con il grado di sergente d'artiglieria e si è unito al Servizio Investigativo della Marina, entrando a far parte della squadra di Mike Franks, con il quale diventerà buon amico.
Durante i primi anni con l'NCIS e prima degli anni in cui è ambientata la serie televisiva ha compiuto alcune missioni all'estero e in particolare nell'Europa orientale e in Russia. In alcuni episodi si vede che Gibbs parla correttamente il russo.

## Aspetto e personalità

### Carattere e abilità
Gibbs è un Marine decorato, ottimo organizzatore e dotato di ferrea disciplina e forte senso dell'onore. Verso i membri della sua squadra è esigente ma allo stesso tempo protettivo, soprattutto a partire dalla terza stagione, dopo che l'agente Kate Todd è stata uccisa dal terrorista Ari.
È un ottimo tiratore e abile nel combattimento corpo a corpo, ed è considerato uno degli agenti più abili nel far confessare i sospettati durante gli interrogatori.
Diversamente, ha poca pazienza con i dispositivi tecnologici, preferendo stampare le email invece di leggerle sullo schermo e usando cellulari più vecchi rispetto a quelli di ultima generazione degli altri componenti della squadra. Quando l'agente McGee, l'esperto informatico della squadra, inizia a spiegare in modo molto tecnico come è riuscito ad ottenere alcune informazioni Gibbs gli intima di ripeterle "nella nostra lingua", rendendole più comprensibili a lui e allo stesso tempo anche al pubblico televisivo.

### Relazioni personali
Uno dei tratti distintivi di Gibbs, spesso ripreso durante la serie, sono i suoi passati matrimoni: dopo la morte del suo grande amore Shannon e della loro figlia Kelly si è sposato altre tre volte, divorziando in tutti i casi non molto tempo dopo in quanto sempre innamorato del ricordo di Shannon.
Diane Sterling, la sua seconda moglie, dopo il divorzio da Gibbs ha sposato l'agente dell'FBI Tobias Fornell, dal quale ha avuto una figlia di nome Emily e da cui ha nuovamente divorziato.
Nel corso della serie Gibbs frequenta altre donne, tra cui il tenente colonnello Holly Mann e la dottoressa Samantha Ryan, una psicologa che collabora con il team in alcuni casi, ma tutte le frequentazioni si interrompono dopo pochi episodi.

## Le regole
Una delle caratteristiche più celebri di Gibbs sono la serie di circa 50 regole che usa come linee guida per se stesso e pretende siano seguite dai componenti della sua squadra. Alcune di queste regole vengono citate in una sola puntata mentre altre sono ripetute più volte; altre ancora non si conoscono mentre in alcuni casi - come la regola 1 e la regola 3 - a due regole diverse è stato assegnato lo stesso numero.
Nel quarto episodio della sesta stagione viene rivelato che è stata Shannon, la prima moglie di Gibbs, a ispirargli l'uso di un codice di regole. Durante il loro primo incontro infatti lei gli spiegò che tutti dovrebbero avere un codice di comportamento a cui attenersi.
Nell'episodio Terra di Confine (Borderland) della settima stagione Gibbs spiega a Abby che le prime 40 regole sono un codice di comportamento mentre quelle successive sono da usare "solo in caso di emergenza".
Durante l'episodio finale della settima stagione, intitolato Vendetta_messicana:_2ªP in italiano ma Rule Fifty-One nella versione originale inglese, si vede che Gibbs conserva le sue regole scritte su delle strisce di carta all'interno di una scatola di metallo nel suo appartamento e viene introdotta la 51° regola, "Qualche volta si sbaglia", a parziale ammissione che il suo codice di comportamento non è sempre impeccabile.
Nell'episodio Spie: parte 2 della serie NCIS: Hawai'i la protagonista, in un flashback sugli inizi della sua carriera, riceve un biglietto da visita di Gibbs dove sul retro viene citata la Regola 72: "Sii sempre aperto a nuove idee".